# 瑞香素
瑞香素（也称为7,8-二羟基香豆素）是一种天然的香豆素类化合物，化学式C9H6O4，存在于一些瑞香属（Daphne）植物中。